# Claudio Arqueros
Claudio Andrés Arqueros Villa es un filósofo, escritor y comentarista político chileno, actual Director de Formación de la Fundación Jaime Guzmán. Es miembro de la Unión Demócrata Independiente, columnista de La Tercera, El Mostrador y El Líbero, además de panelista en Radio Cooperativa y Radio ADN.
Se tituló como Profesor en Filosofía y posee dos magísteres y un doctorado en esta área. Se desempeña como docente en la Facultad de Derecho y Ciencias Sociales de la Universidad San Sebastián.

## Estudios
Es licenciado en Educación y profesor de Filosofía por la Universidad Metropolitana de Ciencias de la Educación (ex-pedagógico). 
También posee dos magísteres en Filosofía por la Universidad de Chile y la Pontificia Universidad Católica de Chile, y un doctorado en Filosofía en esta última casa de estudios.

## Publicaciones
- 2014 - Persona, Sociedad y Estado en Jaime Guzmán: a 25 años de la caída del Muro de Berlín (Editor)
- 2016 - Subsidiaridad en Chile
- 2017 - Testigos de una vida de servicio público (Editor)
- 2017 - 50 años de Gremialismo: su influencia en la modernización chilena (Editor)
- 2017 - Crisis de las izquierdas del Siglo XXI